# Patch Adams
Hunter Doherty "Patch" Adams (Washington, D.C., 28 de maio de 1945) é um médico norte-americano, famoso por sua metodologia inusitada no tratamento de enfermos. É formado pela Virginia Medical University, e o fundador do Instituto Gesundheit, em 1971.

## Biografia
Aos 17 anos de idade, após perder o pai e ter sido deixado pela namorada, vivenciou uma grave crise depressiva e internou a si próprio numa clínica psiquiátrica. Lá chegou à conclusão que cuidar do próximo é a melhor forma de esquecer os próprios problemas e, melhor ainda, se isto for feito com muito bom humor e principalmente amor.
Nos anos 60, um de seus melhores amigos foi assassinado. Após a formatura no ensino médio, em 1963, Adams cursou o pré-médico na Universidade de Illinois, e recebeu o grau de doutor em medicina pela Universidade de Rockford, em 1971.
Durante o curso de medicina, Adams tornou-se conhecido pela conduta proeminentemente feliz e apaixonada pelos pacientes. Em 1972 fundou o Instituto Gesundheit. Em 1976 seu melhor amigo morreu atacado por um psicopata (e não sua namorada, como aparece no filme Patch Adams, de 1998). Ele ficou depressivo, mas reabilitou-se com o tempo. Em 1980 adquiriu 317 acres de terra montanhosa em West Virginia para a implementação física do instituto, que presta assistência de forma inteiramente gratuita.
Convencido da conexão poderosa entre o ambiente e o bem estar, acredita que a saúde de um indivíduo não pode ser separada da saúde da família, da comunidade e do mundo.

## Ativismo
Adams viaja pelo mundo, para áreas críticas, em situação de guerra, pobreza e epidemia, espalhando alegria, o que é uma excelente forma de prevenir e tratar muitas doenças.
Além de médico, humorista, humanista e intelectual, Patch Adams é também um ativista em busca da paz mundial. Segundo ele, seu intuito não é apenas mudar, através do humor, a forma como a medicina é praticada hoje. Ele traz uma mensagem de amor ao próximo que, se praticada por todos, certamente irá mudar o mundo para melhor.

## Entrevista ao Programa Roda Viva
Em uma entrevista ao programa Roda Viva, na televisão brasileira, em 2007, Patch Adams afirmou que nunca disse que rir é o melhor remédio, e sim que o riso faz parte de um contexto. Na verdade, seu lema é que a amizade é o melhor remédio. Disse também ter uma biblioteca de 18 mil volumes e que lê muita poesia, que adora os poemas de Pablo Neruda porque, segundo ele, a poesia nos dá amor.
Criticou as pessoas que têm muito dinheiro e nada fazem pelos menos favorecidos, usando o termo "lixo" para defini-las. E renegou o filme Patch Adams, dizendo que ele não condiz com a verdade. Criticou o governo dos Estados Unidos, a quem chamou de "terrorista", assim como as indústrias de medicamentos, que só visam os lucros bilionários.
Sua filosofia de vida é o amor, não apenas no âmbito hospitalar, mas é nas relações sociais como um todo, independente de lugar. Tem por opinião que o objetivo do médico não é curar e sim cuidar. Cuidar com muito amor, tocando nos doentes, olhando em seus olhos, sorrindo.

## Filme
Gesundheit!: Good Health is a Laughter Matter inspirou o filme Patch Adams - O Amor é contagioso, de 1998, dirigido por Tom Shadyac, baseado na história de sua vida, e tendo Robin Williams como seu intérprete. O filme mostra os conflitos que a medicina apresentava na época e continua apresentando nos dias de hoje, apesar da semente plantada.